# 이혼하지 않는 이유
《이혼하지 않는 이유》는 1996년 1월 31일 ~ 1996년 4월 18일까지 방영된 MBC 수목드라마인데 당초 50부작으로 기획됐으나 비현실적인 구도 등으로 비난을 샀으며 결국 24회 만에 조기종영되는 수모를 당했다.

## 등장 인물
- 한진희 : 김영세 역
- 김창숙 : 유명희 역
- 이재룡 : 홍서환 역
- 배종옥 : 민혜기 역
- 이미연 : 서희재 역
- 문수진 : 민정기 역
- 이민영 : 김소영 역
- 정준호
- 김보연
- 조형기
- 이경호
- 이주경
- 김나운
- 윤동환